# Liliowiec

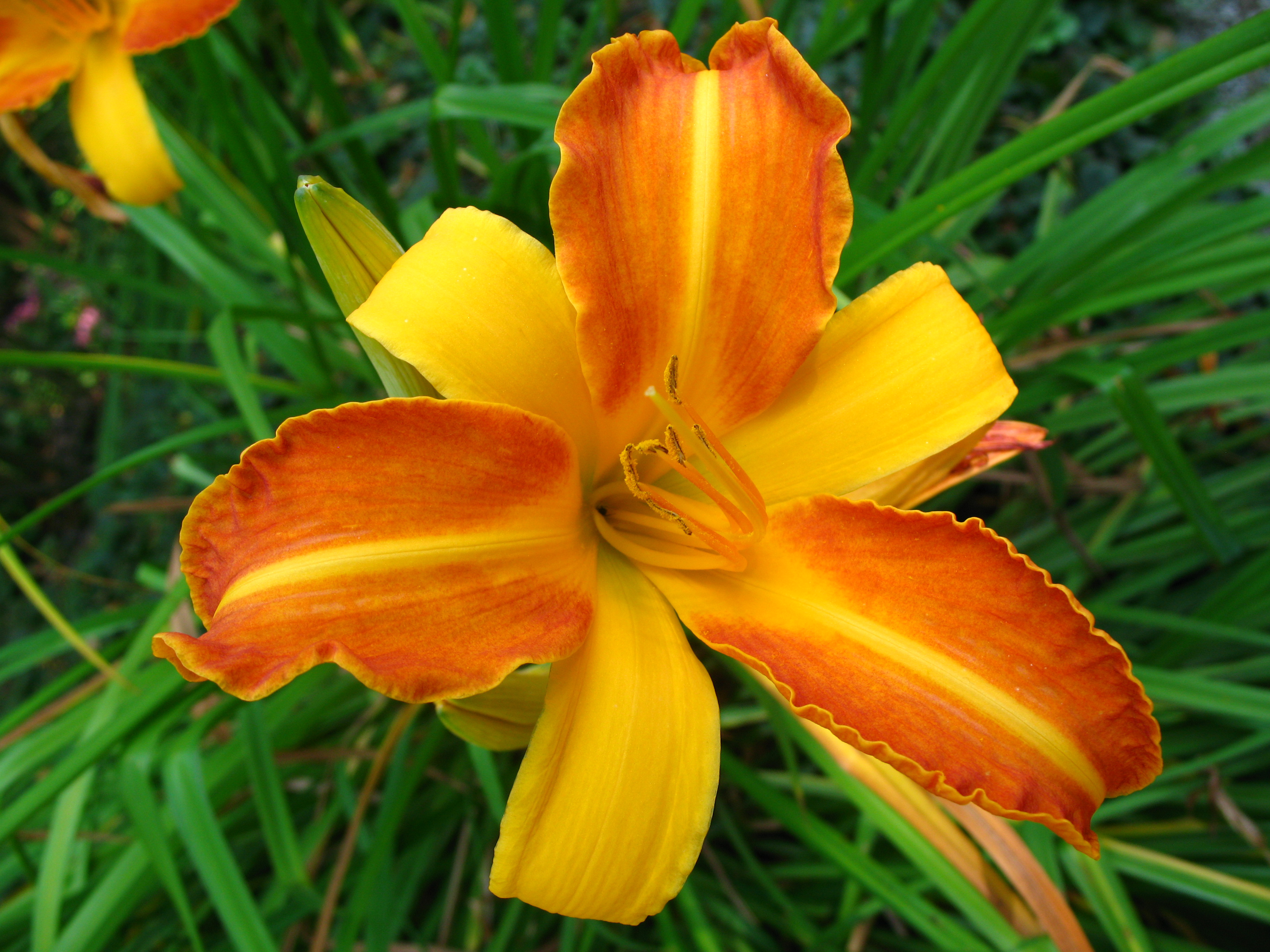
Liliowiec odmiany 'Frans Hals'

Liliowiec, dzienna lilia, pajęcza lilia (Hemerocallis L.) – rodzaj bylin z rodziny złotogłowowatych (Asphodelaceae). Obejmuje 16 gatunków. Rośliny te rosną w większości w Azji Wschodniej, zwłaszcza w Japonii, jeden gatunek (liliowiec żółty H. lilioasphodelus) także w Europie (południowo-wschodnia część Alp i tereny przyległe), a kolejny – liliowiec rdzawy H. fulva – od wschodniej części basenu Morza Śródziemnego po Indie. Liczne gatunki i mieszańce między nimi uprawiane są jako rośliny ozdobne dla dużych i barwnych kwiatów, otwierających się sukcesywnie i kwitnących przez jeden dzień. W Chinach i Japonii rośliny te uprawiane są od tysięcy lat. Współcześnie znanych jest ponad 38 tys. odmian. Czasem odmiany uprawne bywają określane jako liliowiec ogrodowy (Hemerocallis ×hybrida hort.). W Polsce kolekcję ponad 3,5 tys. odmian i gatunków można oglądać w Arboretum Wojsławice na Dolnym Śląsku.
Kwiaty niektórych gatunków spożywane są w sałatkach, w Azji wschodniej stosowane są jako dodatek do potraw. Przedstawiciele rodzaju zawierają substancje aktywne biologicznie, wykazujące działanie przeciwdepresyjne, działające jako antidotum przy zatruciach arszenikiem.
Nazwa naukowa rodzaju utworzona została z greckich słów hemera (dzień) i kallos (piękno) w odniesieniu do kwiatów rozwijających się tylko za dnia.

## Morfologia
PokrójByliny z krótkim, mięsistym kłączem i włóknistymi lub mięsistymi korzeniami kurczliwymi, często bulwiasto zgrubiałymi na końcach.
LiścieTylko odziomkowe, wyrastające w dwóch szeregach, równowąskie i rynienkowate, ostro zakończone.
KwiatyWyrastają na głąbikach prosto wzniesionych lub podnoszących się, nierozgałęzionych lub rozgałęzionych, czasem z kilkoma przysadkami. Kwiaty skupione są zwykle po kilka (do 6, rzadziej więcej) na szczycie głąbika w główki lub częściej w jedno- lub dwustronne wierzchotki. Poszczególne kwiaty osadzone są na krótkich szypułkach, są okazałe, ale krótkotrwałe. Okazały okwiat trzykrotny, składa się z 6 listków zrośniętych u nasady w lejkowatą lub dzwonkowatą rurkę. Końce listków są wywinięte na zewnątrz. Wszystkie listki okwiatu są barwne, od jasnożółtych do pomarańczowych i pomarańczowoczerwonych, czasem z ciemniejszym V-kształtnym wzorem. Wewnętrzne listki bywają szersze od zewnętrznych. Pręciki w liczbie sześciu, o gładkich i wolnych nitkach wyrastających z listków w rurce okwiatu. Nitki są zwykle wygięte, z końcem (łącznikiem) łączącym się z główką pręcika od tyłu. Pylniki są żółte do czerwonoczarnych. Zalążnia dolna, trójkomorowa. Szyjka słupka prosta, cienka i długa, zwieńczona drobnym, główkowatym znamieniem.
OwoceTrójgraniaste torebki o tępych kantach i skórzastych ścianach. Zawierają w każdej klapie po dwa rzędy czarnych nasion, przy czym u niektórych gatunków jest ich wiele, a czasem są rzadko wytwarzane.

## Systematyka
Pozycja systematyczna
W systemie APG IV (2016) oraz według Angiosperm Phylogeny Website jest to jeden z rodzajów z podrodziny liliowcowych (Hemerocallidoideae (Bartl.) Lindl.) z rodziny złotogłowowatych (Asphodelaceae) stanowiącej jeden z kladów w rzędzie szparagowców Asparagales w obrębie jednoliściennych. W systemach klasyfikacyjnych wyróżniających liczniejsze i mniejsze rodziny  rodzaj zaliczany jest do rodziny liliowcowatych Hemerocallidaceae (odpowiadającej podrodzinie w ww. ujęciu), a w jej obrębie do podrodziny Hemerocallidoideae, którą tworzy wspólnie z monotypowym rodzajem Simethis z południowo-zachodniej Europy. Podrodzina ta jest siostrzaną dla podrodziny Johnsonioideae Nakai obejmującej 7 rodzajów z półkuli południowej.
Wykaz gatunków
- Hemerocallis citrina Baroni – liliowiec cytrynowy
- Hemerocallis coreana Nakai
- Hemerocallis darrowiana S.Y.Hu
- Hemerocallis dumortieri C.Morren – liliowiec Dumortiera
- Hemerocallis × exilis Satake
- Hemerocallis × fallaxlittoralis Konta & S.Matsumoto
- Hemerocallis forrestii Diels
- Hemerocallis fulva (L.) L. – liliowiec rdzawy
- Hemerocallis hakuunensis Nakai
- Hemerocallis lilioasphodelus L. – liliowiec żółty
- Hemerocallis major (Baker) M.Hotta
- Hemerocallis middendorffii Trautv. & C.A.Mey. – liliowiec Middendorffa
- Hemerocallis minor Mill.
- Hemerocallis multiflora Stout
- Hemerocallis nana W.W.Sm. & Forrest
- Hemerocallis plicata Stapf
- Hemerocallis thunbergii Barr – liliowiec Thunberga
- Hemerocallis yezoensis H.Hara